# Импийчмънт
Импийчмънт (среща се и като импичмънт) (от англ. – обвинение, дискредитиране) се нарича процедурата, с която законодателен орган официално подвежда под отговорност лице, което е висш представител на властта, за държавна измяна, корупция или друго тежко престъпление. Импийчмънт невинаги означава отстраняване от длъжност – това е само формалното отправяне на обвиненията, подобно на обвинителния акт в наказателното право, и е само първата стъпка за евентуалното отстраняване. След като лицето бъде подложено на импийчмънт, законодателният орган провежда гласуване за вината му, което, ако е успешно, води до отстраняването му от длъжност.
Практиката показва, че на импийчмънт обикновено биват подложени само такива висши чиновници, за които бъдат доказани особено сериозни злоупотреби с положението им във властта.
Една от традиционните форми на импийчмънт съществува в законите на Англия, където процедурата за последно е била провеждана през 1806 г. Такива възможности са предвидени и в законите на много други страни по света, например САЩ, Бразилия, Русия, Филипините и Република Ирландия.
Процедурата се задвижва по инициатива на Камарата на представителите, която приема решение за виновност на президента. Окончателният акт за отстраняването му се взема на заседание на Сената, под ръководството на председателя на Върховния съд.

## Държавни глави, отстранени след импийчмънт
- Фернандо Колор, президент на Бразилия – през 1992 г. (след това подава оставка).
- Карлос Андрес Перес, президент на Венецуела – през 1993 г.
- Раул Кубас Грау, президент на Парагвай – през 1999 г.
- Ро Моо-Хюн, президент на Южна Корея – на 12 март 2004 г.; конституционният съд на Корея отменя решението на 14 май 2004 г.
- Роландас Паксас, президент на Литва – на 6 април 2004 г.
- Алфред Масенг, президент на Вануату, напуска поста си след импийчмънт на 11 май 2004 г.
- Дилма Русев, президент на Бразилия, напуска окончателно поста си след импийчмънт на 31 август 2016 г.
- Пак Гън-хе, президент на Южна Корея, напусна окончателно поста си след импийчмънт на 10 март 2017 г.

## Импийчмънт в САЩ
Конгресът на САЩ използва правомощията си за импийчмънт само в крайни случаи; 62 пъти от 1789 насам е била започвана процедура по импийчмънт, която е била изпълнена докрай само за 16 лица на федерални постове:
- съдията от Върховният съд на САЩ Самюъл Чейс през 1804 (впоследствие оправдан)
- 11 други федерални съдии (впоследствие трима оправдани, шест отстранени и един подал оставка)
- един член на кабинета (впоследствие оправдан)
- един сенатор (впоследствие отстранен)
- трима президенти – Трима са признати за виновни от Камарата на представителите, но след това оправдани от Сената:
  - Андрю Джонсън, през 1868 Оправдан от Сената само с един глас повече в негова полза
  - Бил Клинтън, на 19 декември 1998 е обявен за виновен от Камарата на представителите по две от обвиненията (съответно с 228/206 гласа и 221/212) и оправдан по други две (205/229 и 148/285 – последното е за злоупотреба с власт)
  - Доналд Тръмп, на 18 декември 2019 е обявен за виновен от Камарата на представителите по всички обвинения (съответно с 230/197 гласа и 229/198).

## Импийчмънт в България
Българската конституция не използва термина импийчмънт. Народното събрание може да повдигне обвинение срещу президента с мнозинство от поне 161 (от общо 240) народни представители. Ако установи държавна измяна или нарушение на Конституцията, Конституционният съд прекратява пълномощията на държавния глава.
Президентската институция в България е относително млада – от 1990 г. до 2017 г. само с петима президенти от шест мандата.
- За импийчмънт на Георги Първанов по време на втория му мандат многократно са предлагани аргументи, но подписка за процедура се събира март 2010, като на 31 март 2010 предложението е отхвърлено, заради недостатъчни 6 гласа в парламента.[1]